# جامعة برغن
جامعة برغن (بالنرويجية: Universitetet i Bergen) هي جامعة حكومية مقرها مدينة برغن، النرويج. يرجع تاريخ تأسيسها الرسمي إلى عام 1946، غير أن النشاط الأكاديمي بدأ فعليًا في متحف برغن منذ عام 1825 تقريباً. يدرس بالجامعة حاليًا حوالي 15,000 طالباً، ويعمل بها 3,400 أكاديمياً وإدارياً، وهي واحدة من جامعات النرويج الثماني. وفقا لتصنيف الجامعات العالمية لعام 2010 صُنِّفت جامعة برغن في المرتبة 135 بين أفضل 200 الجامعات في العالم، على رأس الجامعات النرويجية.

## كليات الجامعة
تضم الجامعة سبع كليات و57 قِسما ومركزا بحثيا:

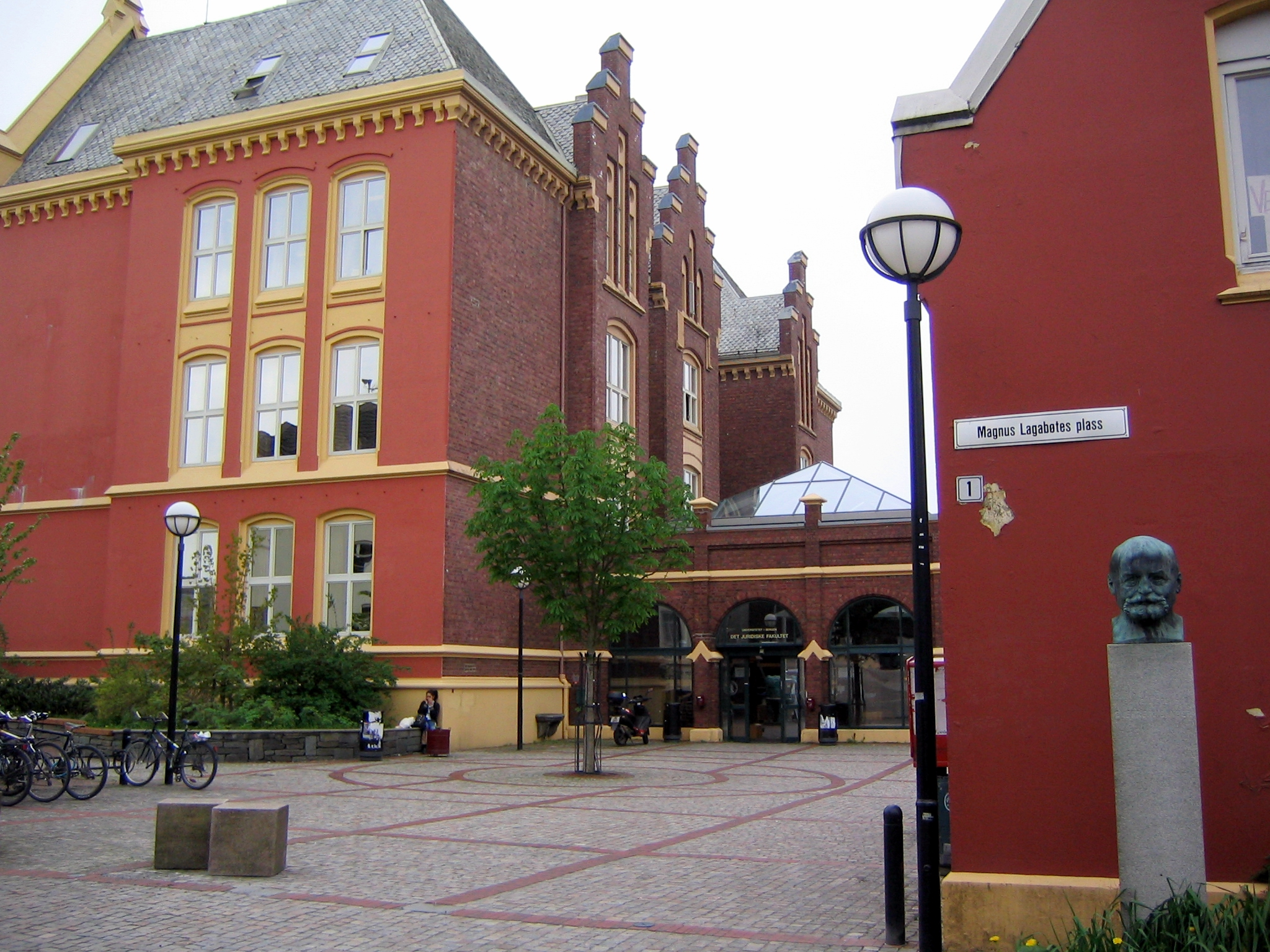
مبنى كلية القانون بالجامعة

- كلية الإنسانيات
- كلية الرياضيات والعلوم الطبيعية
- كلية الطب
- كلية علم النفس
- كلية العلوم الاجتماعية
- كلية الفنون والموسيقى والتصميم
- كلية القانون

## من مشاهير الخريجين
- إرنا سولبرغ

## وصلات خارجية
- الموقع الرسمي للجامعة (بالإنجليزية)